# Gemba
Gemba oder Genba (jap. 現場) ist ein japanischer Begriff  und bedeutet „der eigentliche Ort“ oder „der reale Ort“. Häufig  bezeichnen japanische Polizisten den Tatort, oder auch japanische TV-Reporter den Ort der Berichterstattung als gemba. Im Wirtschaftsleben wird mit gemba der Ort der Wertschöpfung bezeichnet – bei der Produktion z. B. häufig die Fabrikhalle. Alternativ kann auch jede Produktionsstelle (z. B. Baustelle), jeder Verkaufs-Shop oder der Sitz des Kundenservice, der direkt mit den Kunden interagiert, als gemba bezeichnet werden.
Im Lean Manufacturing ist die Idee von Gemba, dass alle Probleme direkt beobachtbar sind, und die besten Optimierungsansätze somit direkt vor Ort – der Gemba –  entwickelt werden können. Beispielsweise können hierfür Gemba walk oder Management By Walking Around (MBWA) als Methoden angeführt werden, bei denen das Management direkt am gemba durch Beobachtungen nach Optimierungsmöglichkeiten sucht. Glenn Mazur hat den Begriff innerhalb von Quality Function Deployment (QFD, ein Qualitätssicherungssystem für neue Produkte, bei denen die Produktion noch nicht begonnen hat) geprägt. Hierbei ist der Kerngedanke, dass für absolute Kunden-Orientierung der gemba des Kunden besucht werden muss, um die tatsächlichen Bedürfnisse zu erfassen. 
Im Qualitätsmanagement ist bei Gemba die Idee, dass im Falle eines Problems die Ingenieure direkt vor Ort aktiv werden müssen, um die vollen Auswirkungen des Problems zu verstehen. Im Gegensatz zu Fokusgruppen und Umfragen sind Gemba-Besuche nicht fest vorgeschrieben, sondern stark interaktiv und situationsabhängig.

## Prinzipien des Gemba
Das folgende Vorgehen bezeichnet die sechs Prinzipien von Gemba:
1. Gehe zu Gemba (dem Ort der Fertigung), wenn eine Abweichung auftritt.
2. Überprüfe Gembutsu (Mitarbeiter und Maschinen im Herstellungsprozess).
3. Leite Sofortmaßnahmen ein.
4. Finde die Ursachen der Abweichungen heraus.
5. Beseitige die Ursache an der Quelle.
6. Standardisiere, um einem Wiederauftreten der Abweichungen vorzubeugen.

## Einzelnachweis
1. ↑  Masaaki Imai: Gemba kaizen: a commonsense low-cost approach to management. McGraw-Hill Professional, New York, 1997, ISBN 978-0-07-031446-7, S. 13f.